# Antonello da Messina
Antonello da Messina (ur. ok. 1430 w Mesynie, zm. w lutym 1479) – sycylijski malarz okresu quattrocenta.
Zachowało się niewiele informacji o jego życiu. W 1456 artysta osiadł na stałe w Mesynie i założył tam własną pracownię. Prawdopodobnie wiele podróżował. Upowszechnił we Włoszech technikę olejną. Inspirował się malarstwem włoskim i niderlandzkim.
Według szesnastowiecznych przekazów był uczniem malarza Colantonia z Neapolu. W jego wczesnych pracach widać wyraźne wpływy flamandzkiego realizmu, który był bardzo ceniony w neapolitańskim środowisku artystycznym. Wpływy te znajdują wyraz m.in. w technice manipulowania światłem. Jego pierwszym datowanym dziełem (1465) jest Salvator Mundi, który znajduje się obecnie w National Gallery w Londynie. Frontalne ujęcie i dokładne opracowanie szczegółów to elementy zaczerpnięte z malarstwa północnego, natomiast klarowność kompozycji i idealizowane formy są już zaczątkiem stylu monumentalnego w dziełach Antonella.
Z roku 1470 pochodzi dzieło Ecce Homo (dziś w Nowym Jorku), a z lat 1473–74 jego dwie kopie (w tym jedna zaginiona). Czas podróży do Wenecji w latach 1474–76 był punktem kulminacyjnym w twórczości artysty, który odznaczał w tym czasie wzmożoną aktywnością, a jego dzieła – dużą dojrzałością artystyczną. Powstały wtedy: Ukrzyżowanie (Antwerpia), Portret mężczyzny zwany Kondotierem (Luwr), Portret mężczyzny (Turyn), Pietà (Wenecja), ołtarz San Cassiano (fragmenty w Wiedniu), Św. Sebastian (Drezno) i prawdopodobnie Ukrzyżowanie z Londynu.

## Dzieła artysty
- Savator Mundi  – 1465, olej na desce 38,7 × 29,8 cm, National Gallery w Londynie
- Święty Hieronim w pracowni - 1460 – 1475 olej na desce 45,7 × 36,2 cm, National Gallery w Londynie
- Ukrzyżowanie - 1475 olej na desce 52,5 × 42,5 cm, Królewskie Muzea Sztuk Pięknych Antwerpia
- Martwy Chrystus –  1475 – 1476, olej na desce 117 × 85 cm, Museo Civico Correr Wenecja
- Martwy Chrystus podtrzymywany przez anioła  – ok. 1475 olej na desce 74 × 51 cm, Prado
- Ecce Homo –  1470, olej na desce 42,5 × 30,5 cm, Metropolitan Museum of Art, Nowy Jork
- Portret mężczyzny  – 1476, olej na desce, 36,5 × 27,5 cm, Il Museo Civico d'Arte Antica, Turyn
- Ołtarz z San Cassiano - 1475 – 1476, olej na desce 115 × 133 cm, Muzeum Historii Sztuki w Wiedniu
- Zwiastowanie  – 1473 – 1474, olej na desce 42,5 × 32,8 cm, Stara Pinakoteka
- Portret młodzieńca –  1474, tempera na desce 32 × 26 cm, Gemäldegalerie Berlin

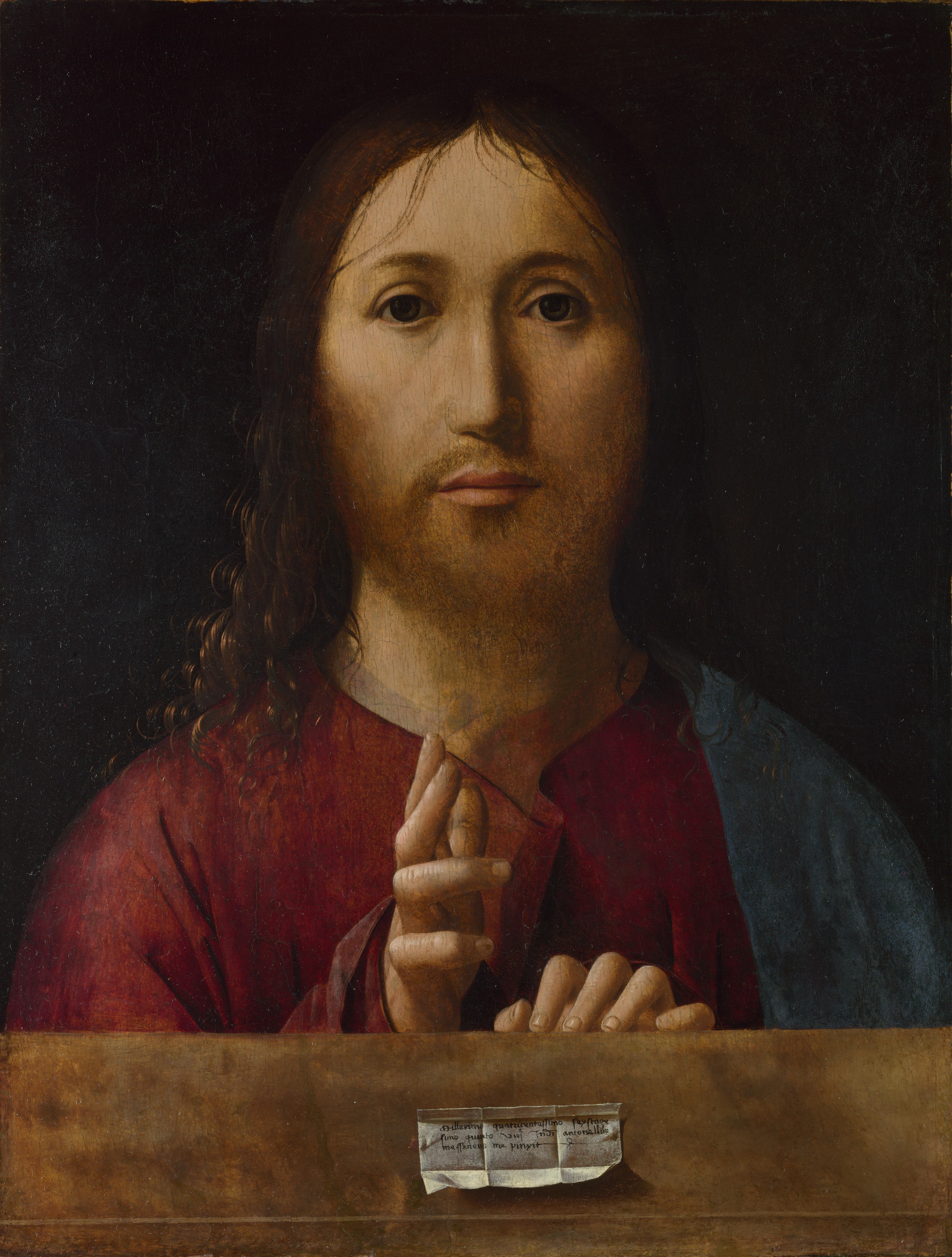
Savator Mundi, 1465, olej na desce, 38,7 × 29,8 cm, National Gallery w Londynie
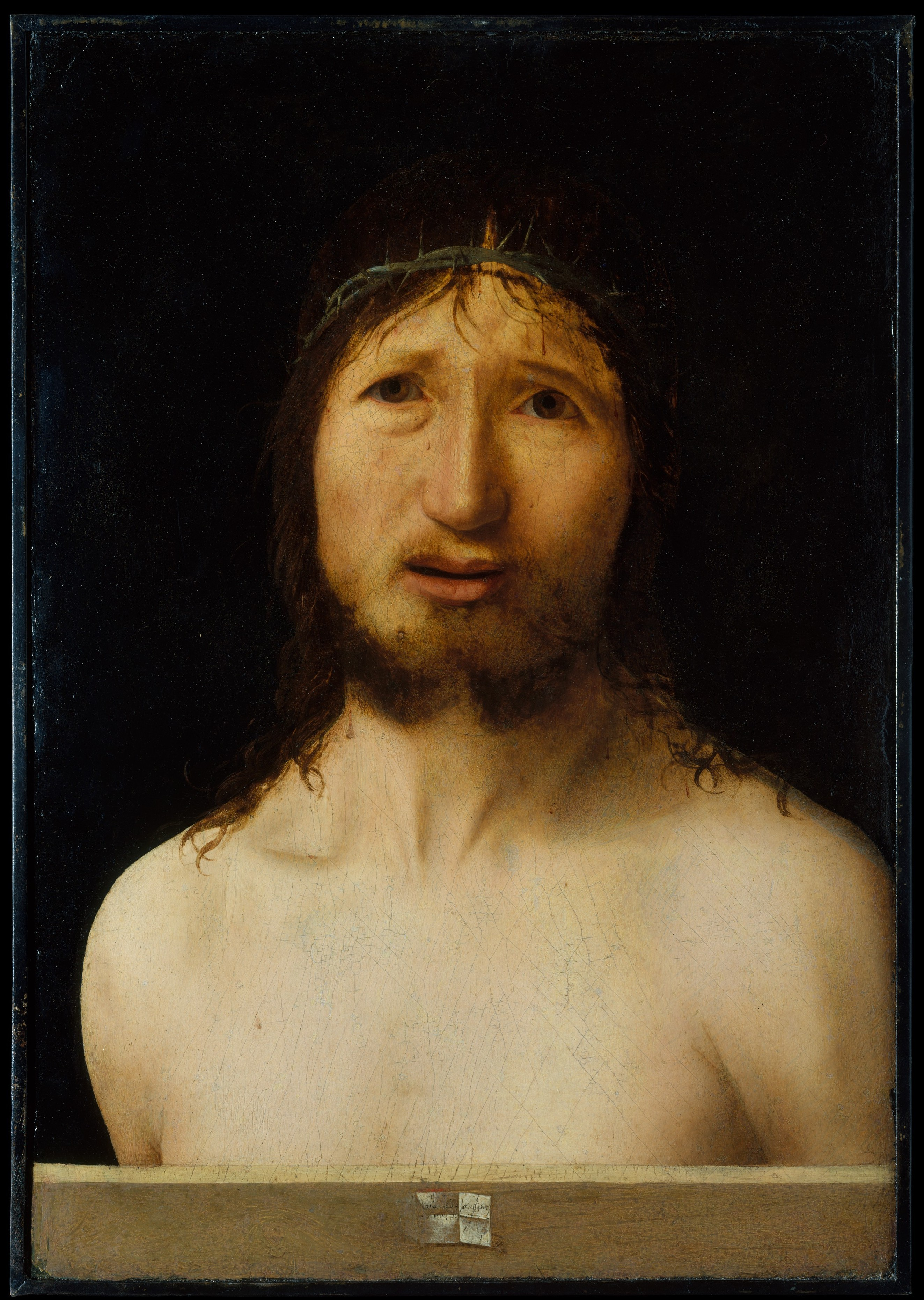
Ecce Homo, 1470, olej na desce, 42,5 × 30,5 cm, Metropolitan Museum of Art, Nowy Jork
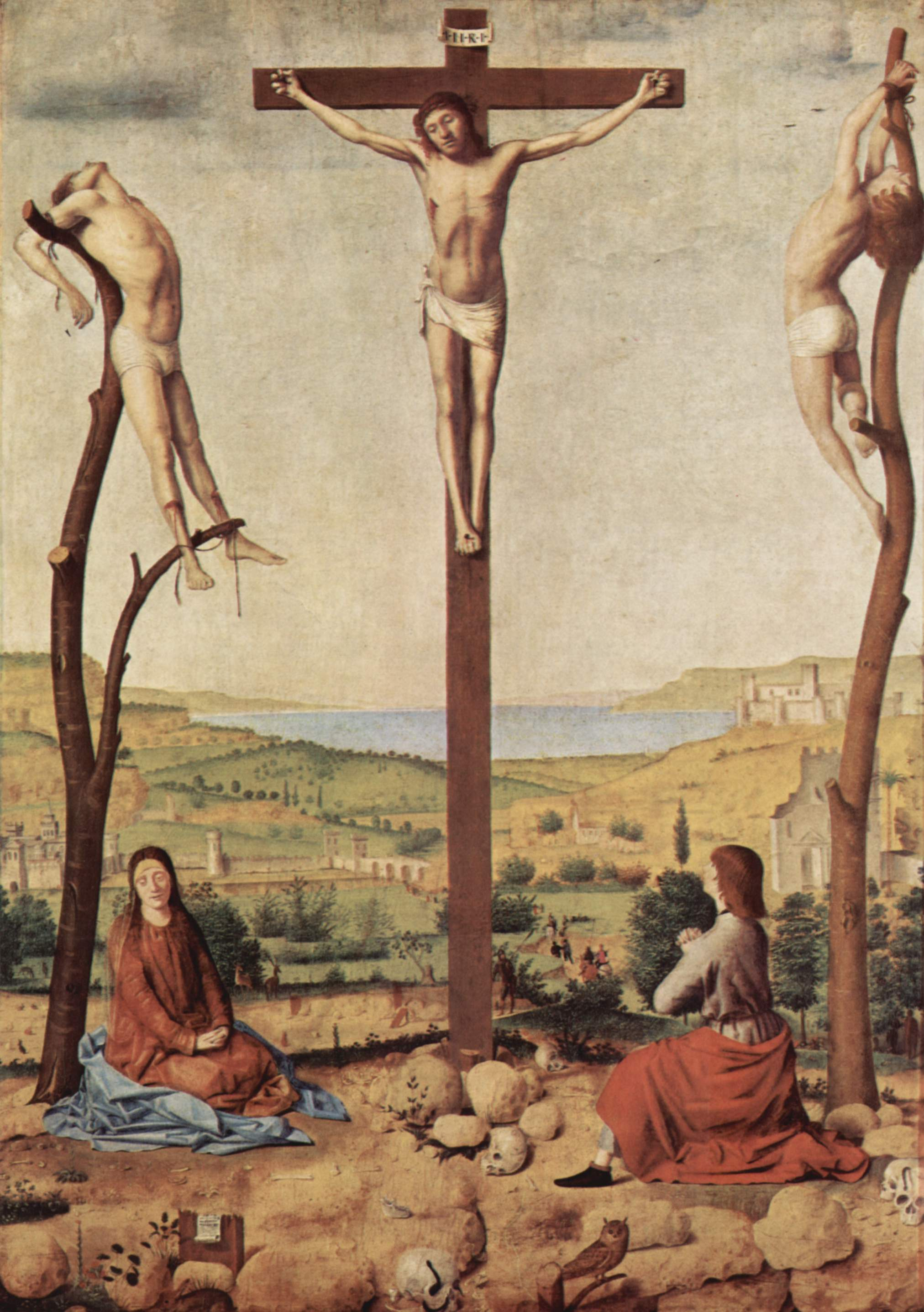
Ukrzyżowanie, 	1475, 52,5 × 42,5 cm, Królewskie Muzeum Sztuk Pięknych, Antwerpia
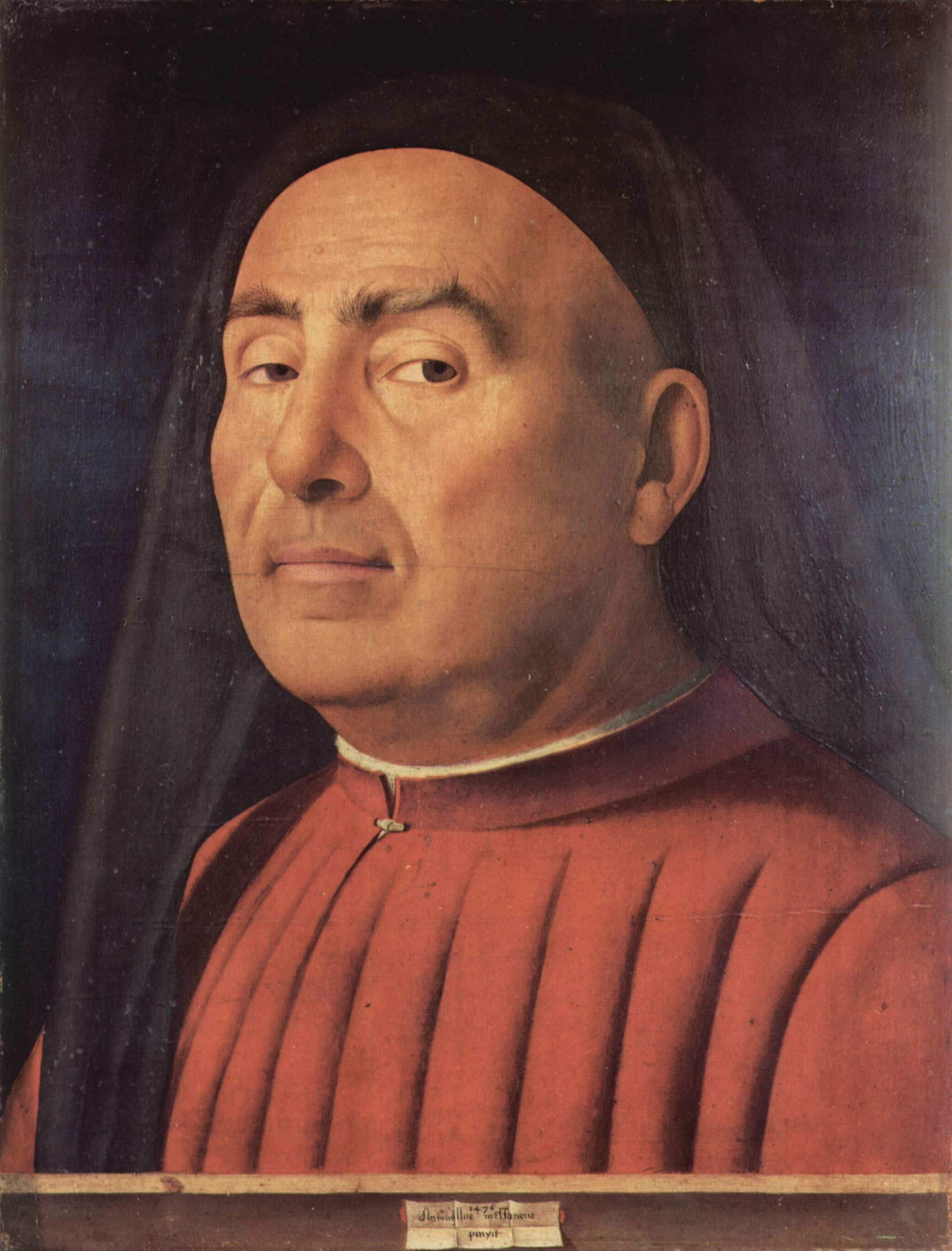
Portret mężczyzny, 1476, olej na desce, 36,5 × 27,5 cm, Il Museo Civico d'Arte Antica, Turyn